# 富山市郷土博物館
富山市郷土博物館（とやましきょうどはくぶつかん、TOYAMA MUNICIPAL FOLK MUSEUM）は、富山県富山市本丸の富山城址公園内に位置する公立博物館である。また同じ城址公園内に近接する「佐藤記念美術館」の運営も一体で行なっている。日本博物館協会、全国歴史民俗系博物館協議会、富山県博物館協会会員。
外観から、通称「富山城」と呼ばれる。

## 概略
富山市のランドマークの一つで富山産業大博覧会で使われた展示会場を、博覧会終了後に富山市郷土博物館として開館した、富山市で最初の博物館である。常設展示では、戦国時代から現在に至るまでの富山城と富山周辺の歴史について知ることができる。他に企画展が開催されている。

## 沿革

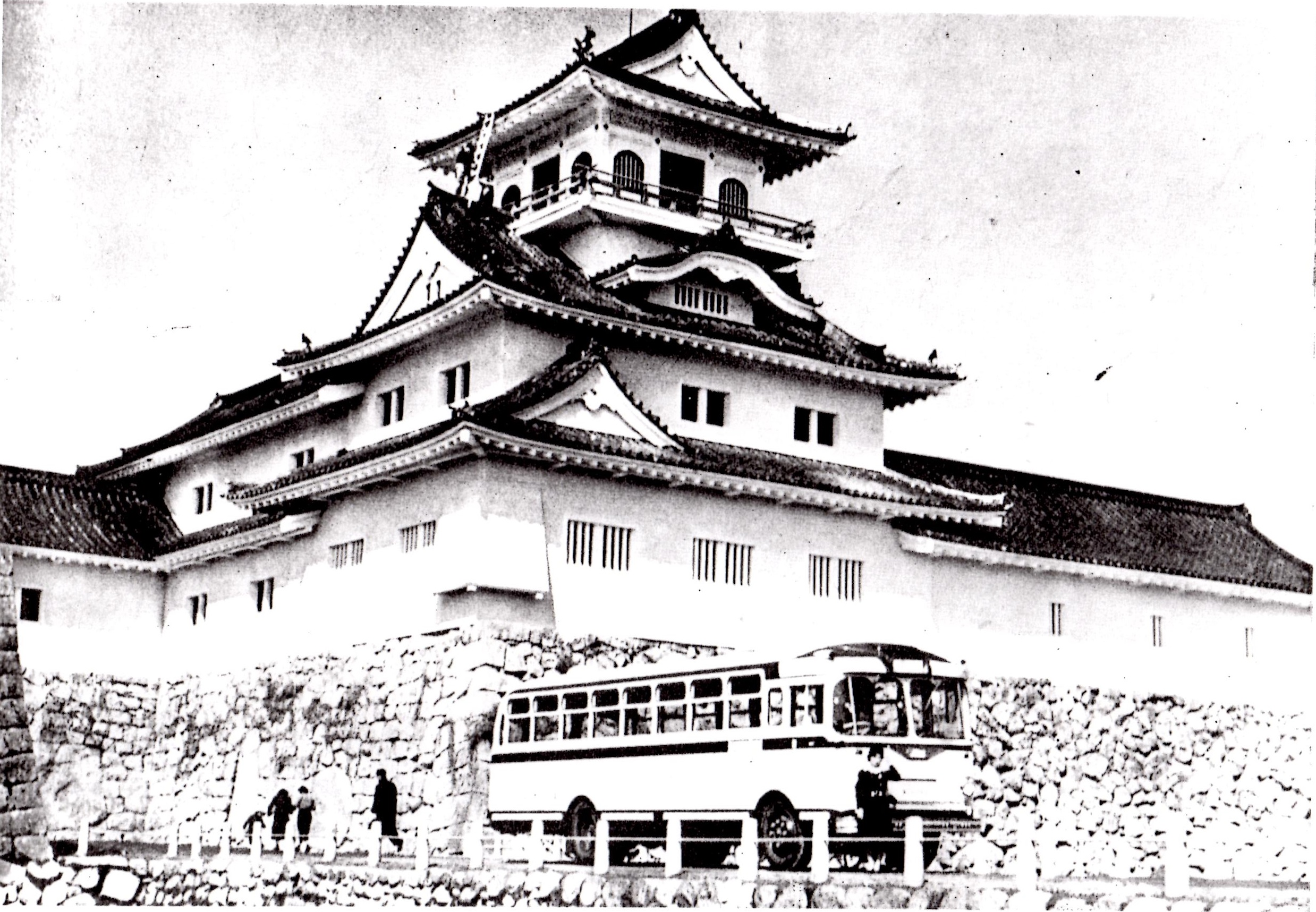
1954年（昭和29年）の『富山博記念写真帳』に収められている写真。原題は「富山城と観光バス」

- 1953年（昭和28年）7月5日 富山産業大博覧会記念建築物として、富山城本丸址東南隅にて建設着工。信建築事務所（山本勝巳主宰）の設計で大林組が施工、総工費3,600万円。[2]。
- 1954年（昭和29年）
  - 4月3日 竣工[2]。
  - 4月11日 - 6月4日に開催された、富山産業大博覧会のパビリオンの一つとなった。
  - 11月17日 郷土博物館として開館。開館当時は2階が郷土科学室、3階は郷土史料室となっており、科学・自然・美術・歴史の4部門の展示を行っていた。最初の展覧会は「富山市美術展」であった[3]。
- 1984年（昭和59年） 富山市科学文化センター（現 富山市科学博物館）開館に伴い、科学・自然部門を閉鎖、売薬部門を富山市民俗民芸村内の売薬資料館へ移した。
- 1989年（平成元年） 「富山市民プラザ」開館に合わせて美術部門を移し、以後は歴史博物館として運営。
- 2003年（平成15年）6月 震耐改修工事に着手。
- 2004年（平成16年） 国の登録有形文化財（建造物）に登録。
- 2005年（平成17年） 11月3日 震耐改修工事が完了。展示内容も見直しリニューアルオープン。

### 富山産業大博覧会と天守閣建設

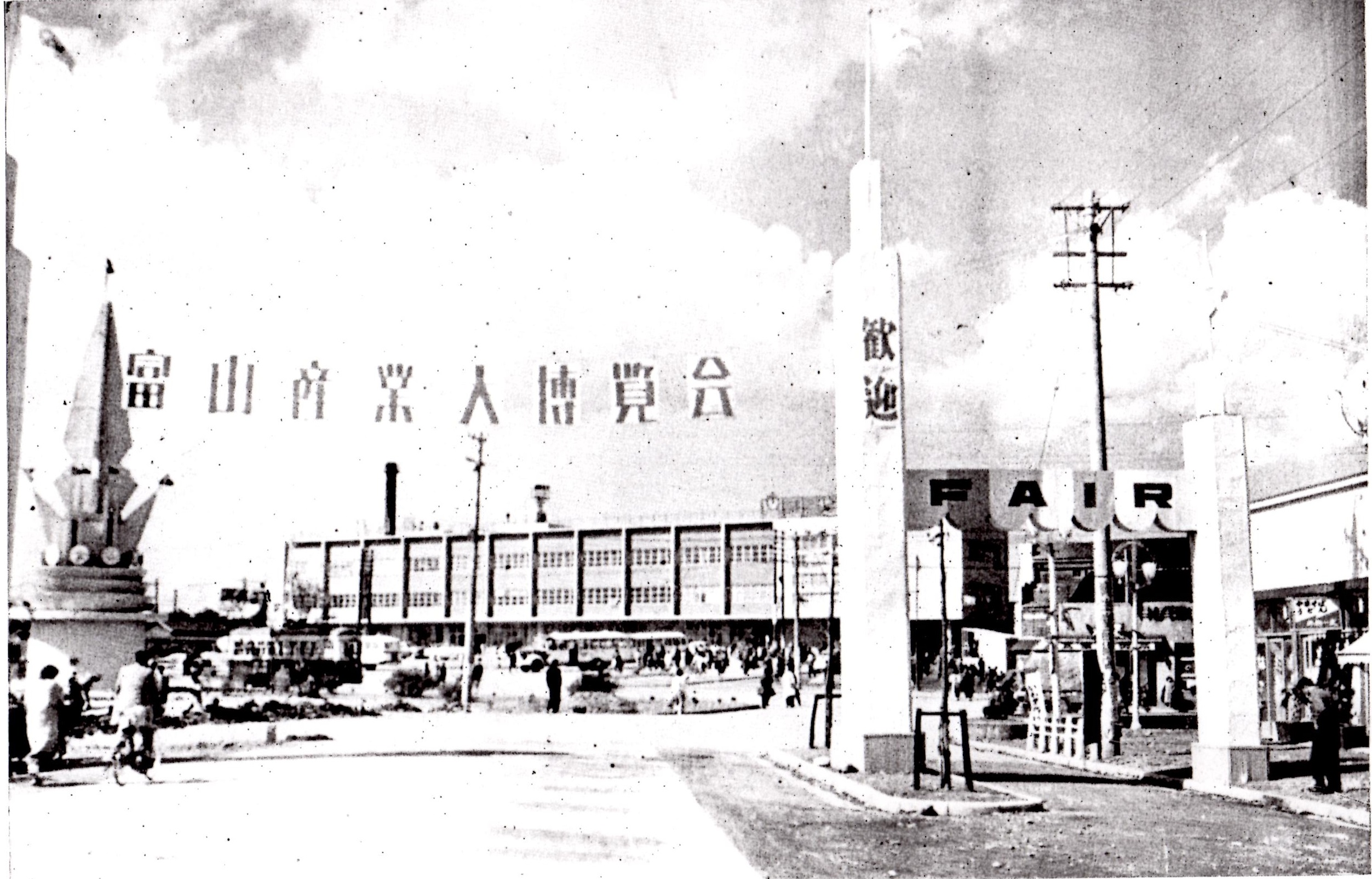
1954年（昭和29年）の『富山博記念写真帳』に収められている写真。原題は「富山博正門前」

アメリカ軍の爆撃（富山大空襲）により、富山市は灰燼に帰し約十万人が被災した。そして戦後、復興のために人々の努力が続いていた。
復興事業がほぼ完了し記念に行われたのが1954年（昭和29年）4月11日 - 6月4日、富山城址で開催された富山産業大博覧会であった。ポスターによれば、富山県と富山市の主催、魚津市参加、国鉄後援であった。通称、富山博といわれ、会場は富山市城址公園附近一帯と魚津会場を設けて、観覧時間は午前8時30分から午後5時30分までであった。47万人が入場した。4億円の予算で、電気・薬を展示の売り物とし、自治体館（後の市庁舎を展示施設としていた）として東京館、北海道館が設定された。
建物の外観は彦根城や犬山城など、全国の現存天守を参考にデザインされた慶長様式で、会期中は「美の殿堂」として美術展などが開かれていた。構造は複合連結式望楼型3重4階（天守）2重2階（小天守）で RC造（延床面積927m2）である。当時は天守展望台から、富山市街はもとより北アルプスや富山湾まで見渡すことができた。模擬天守はその時に復興のシンボルとして作られた記念建造物であるため、その後、多くの人が親しみを込めて富山城と呼んだ。

## 施設

### 館内
- 1階 受付、情報コーナー
- 2階 常設・企画展示コーナー、販売品コーナー
- 3階 事務室（関係者のみ）
- 4階 天守展望台

### 施設情報
富山市郷土博物館公式ホームページ
開館時間9時 - 17時 入館は16時30分まで
休館日年末年始（その他臨時休館あり）

## アクセス
富山地方鉄道富山軌道線（富山都心線）
- 国際会議場前停留場下車　徒歩約2分

富山地方鉄道バス
- 城址公園前バス亭下車　徒歩約2分
- 総曲輪バス亭下車　徒歩約4分

市内周遊ぐるっとBUS南回りルート（毎日6便） 城址公園バス亭下車 徒歩約3分
富山市郷土博物館・佐藤記念美術館を含む、富山市市街地の美術館・博物館・観光施設を巡る周遊バス。